# أبراج دي سي العاصمة (النمسا)
أبراج دي سي العاصمة DC Towers (المعروفة أيضًا باسم أبراج مدينة دوناو) تشير إلى مشروع بناء في منطقة دوناوشتات في فيينا. الأبراج من تصميم المهندس المعماري الفرنسي دومينيك بيرولت [الإنجليزية].

## توقيت البناء
برج DC 1، أطول ناطحة سحاب في النمسا بارتفاع 220 مترًا (250 مترًا بما في ذلك برج الهوائي)،  تم الانتهاء منه رسميًا بحفل افتتاح في 26 فبراير 2014 حضره المهندس المعماري دومينيك بيرولت ورائد الفضاء السابق باز ألدرين.  بسبب الأزمة المالية العالمية لعام 2007، تم تأجيل وضع حجر الأساس عدة مرات. في النهاية بدأ البناء في 17 يونيو 2010. 
منذ يونيو 2012 تم تأكيد حصول المستأجرين على 50 بالمئة من مساحة الأرضية وفقًا للشركة المالكة Wiener Entwicklungsgesellschaft für den Donauraum. س̥يتم استخدام معظم مساحة الأرضية المتاحة للمكاتب. تم تأكيد باكستر الدولية كواحدة من أكبر المستأجرين. سيتم استخدام الطوابق العليا للشقق، في حين أن الطوابق الخمسة عشر الأولى ستضم فندقًا من فئة أربع نجوم تديره مجموعة مالييه الدولي للفنادق [الإنجليزية]الإسبانية. سيكون هناك أيضًا مطعم في أحد الطوابق العليا.[بحاجة لمصدر]
يتوقع ان يصل طول برج DC 2 إلى 180 مترًا، مما يجعله رابع أطول مبنى في فيينا.  سوف يضم مكاتب ومحلات تجارية وشقق للإيجار.

## السينما
تم تصوير النصف الثاني من فيلم إكستراكشن 2 في مبنى البرج عام 2023

## معرض الصور

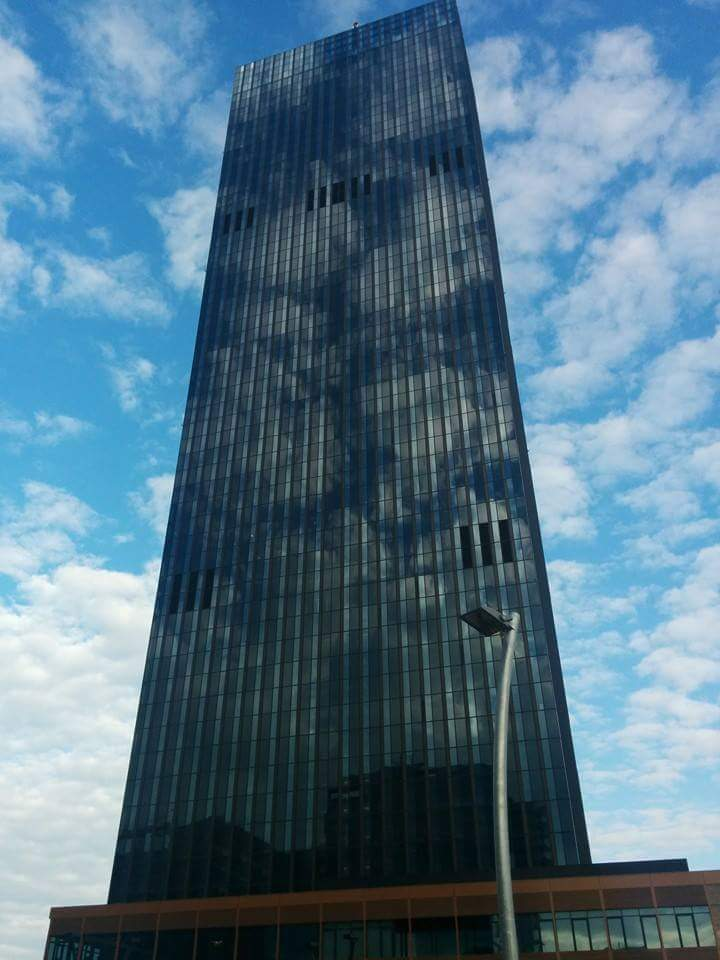
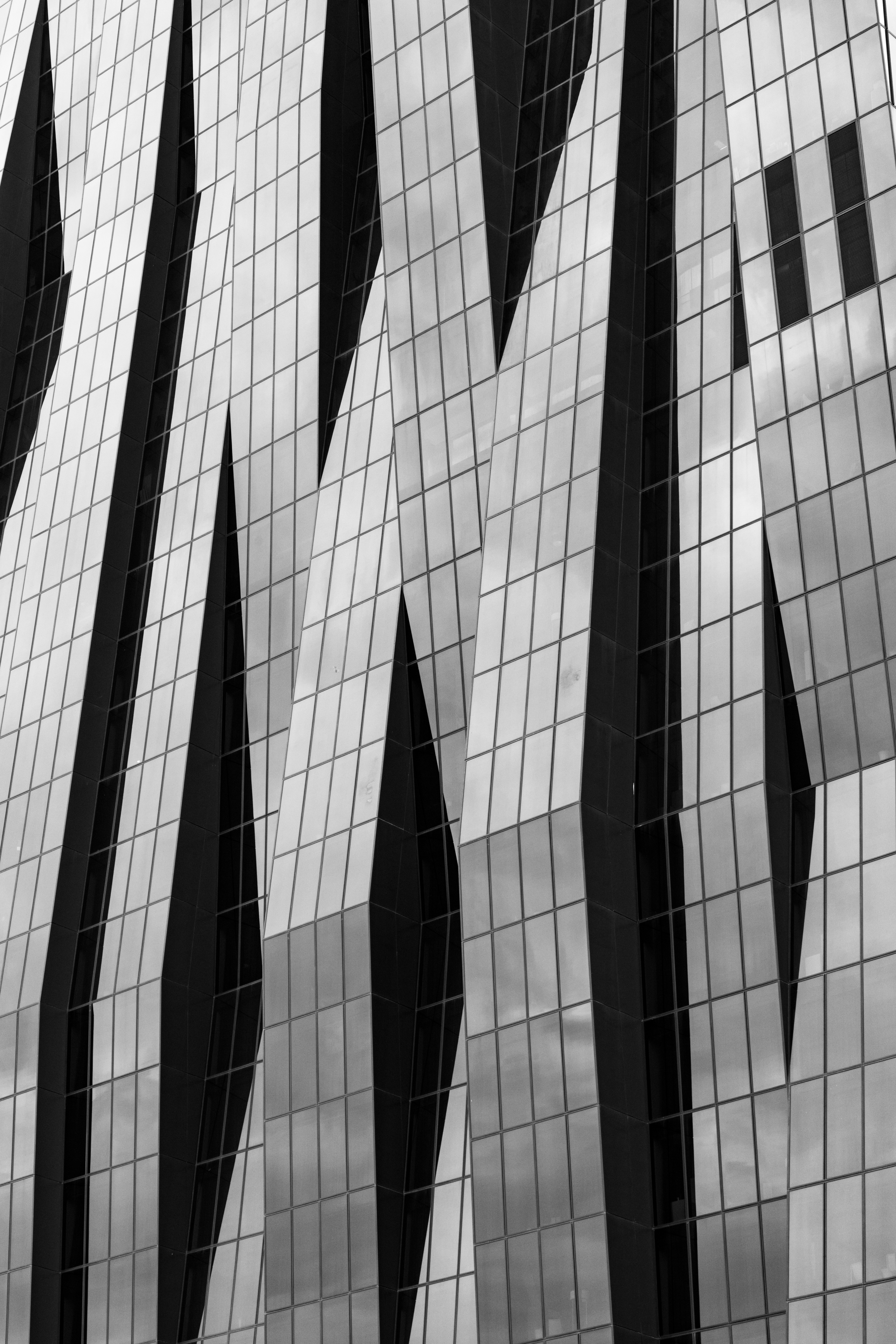
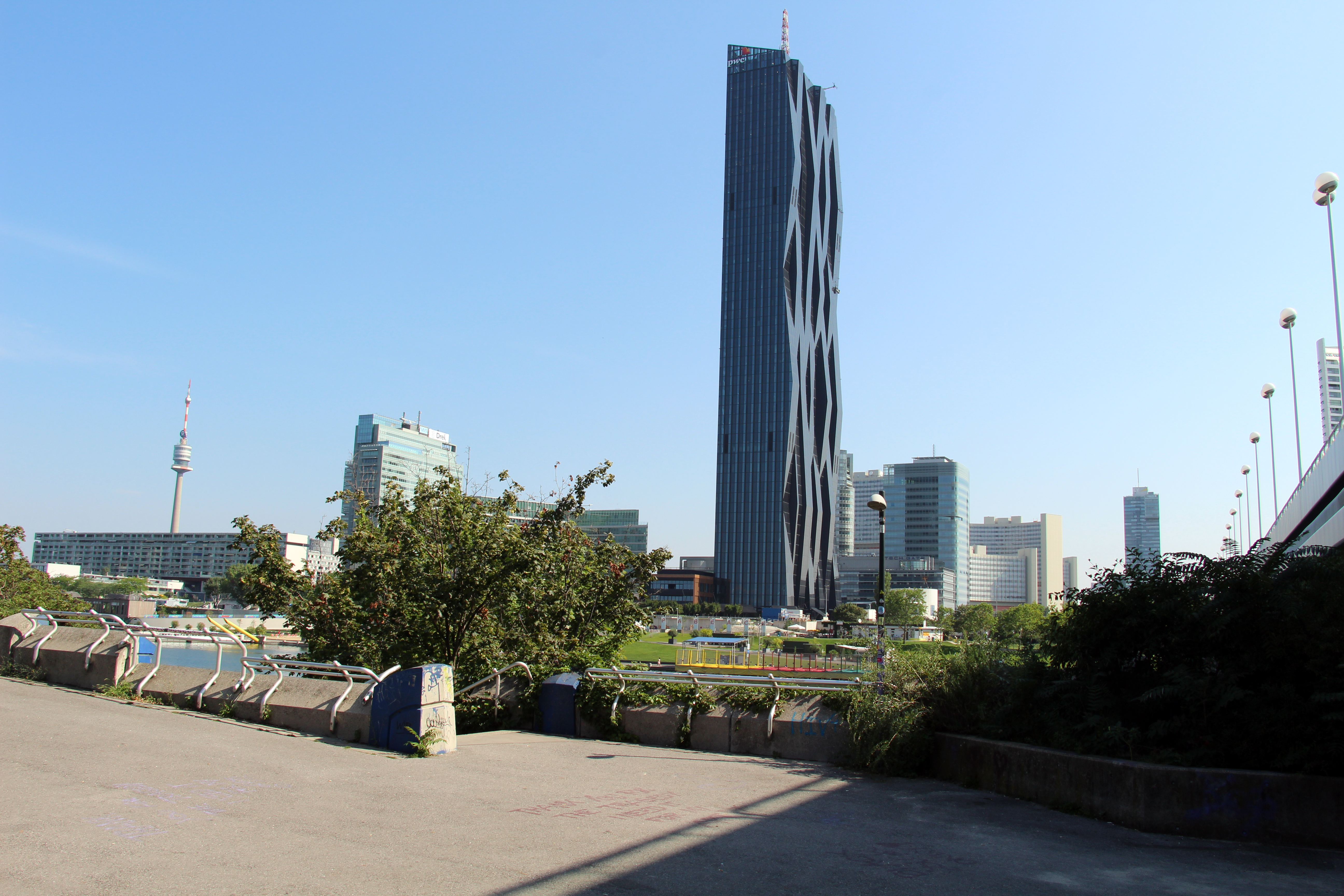
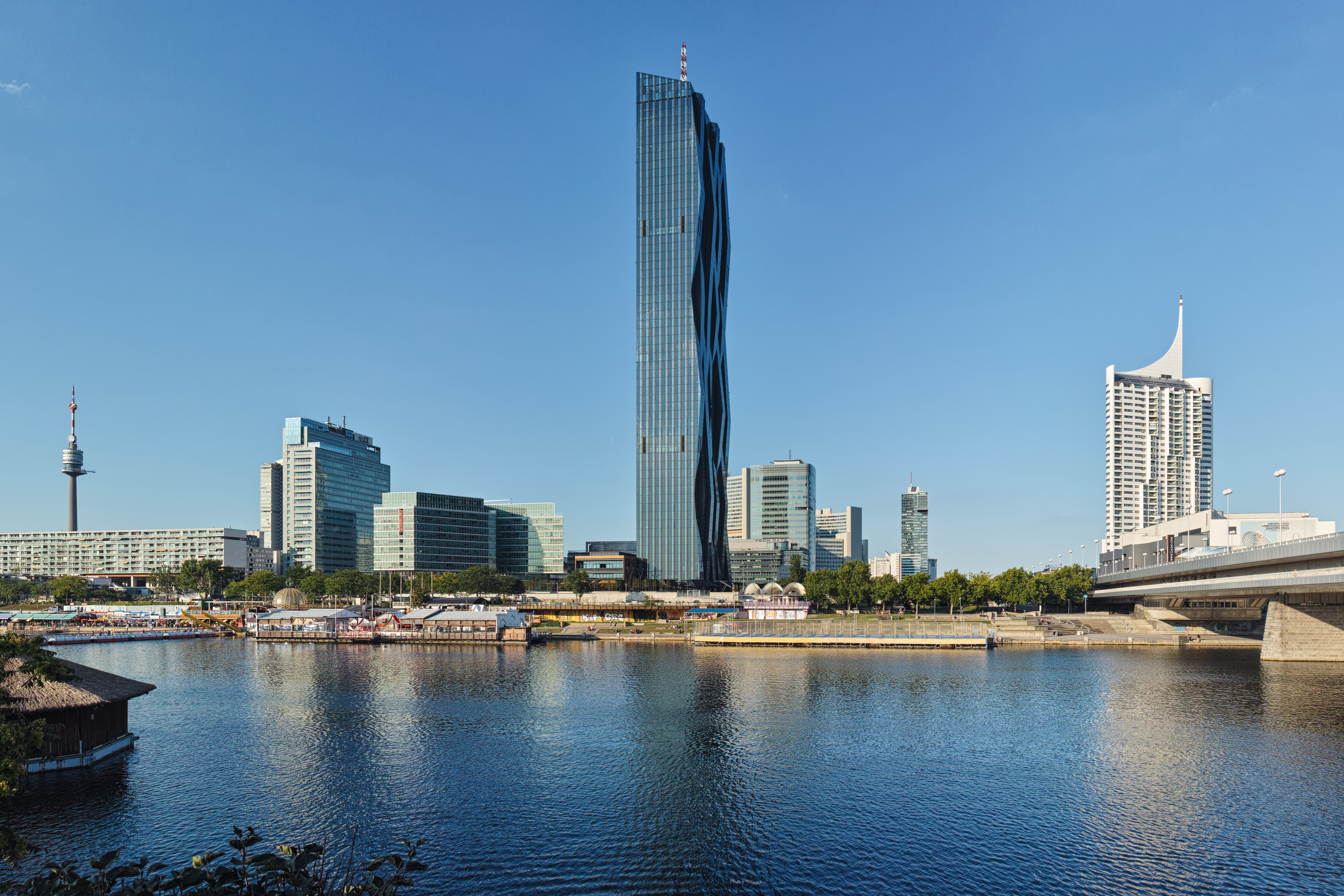
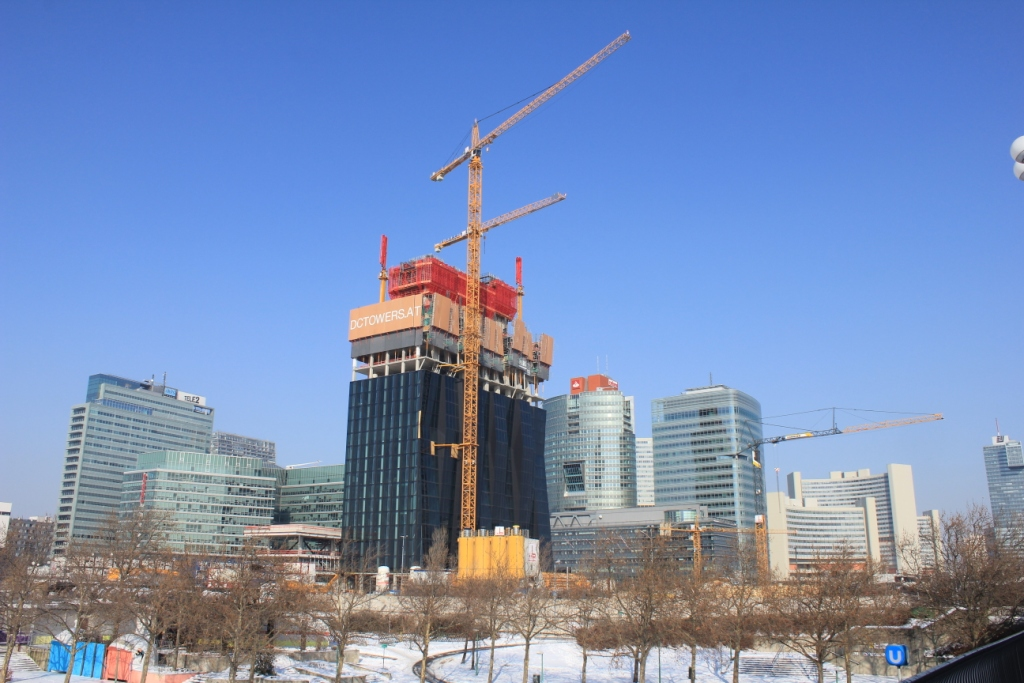
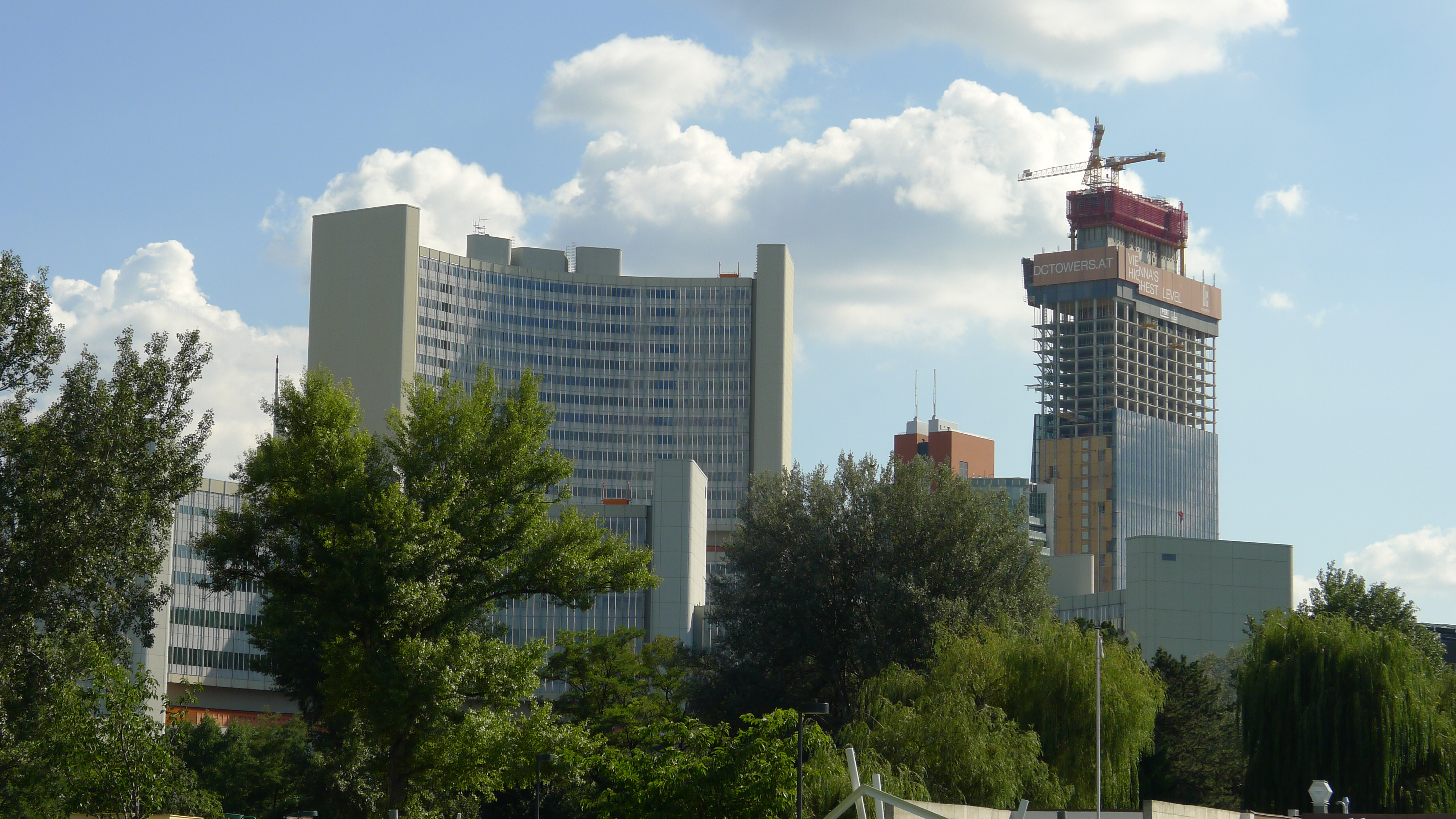
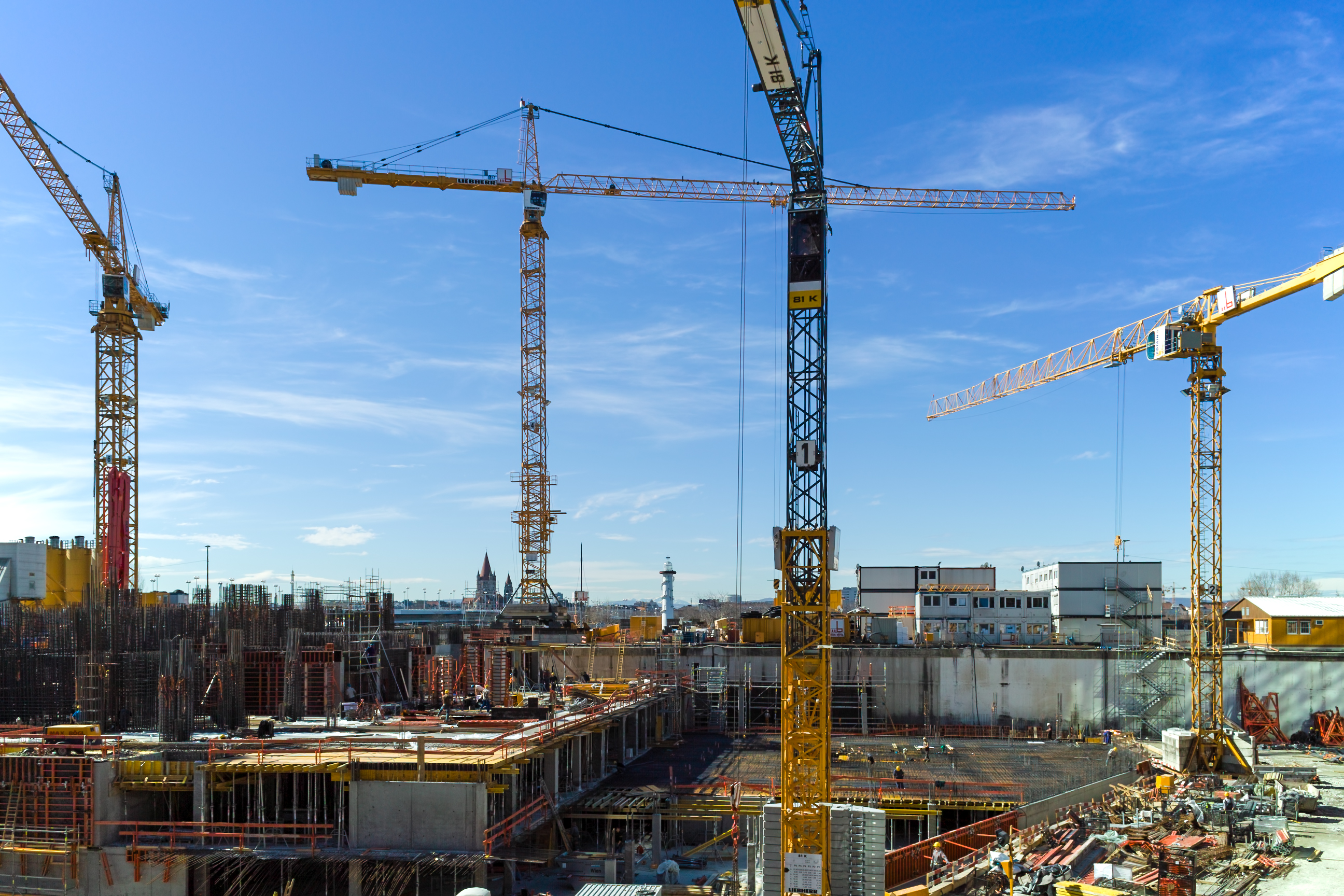
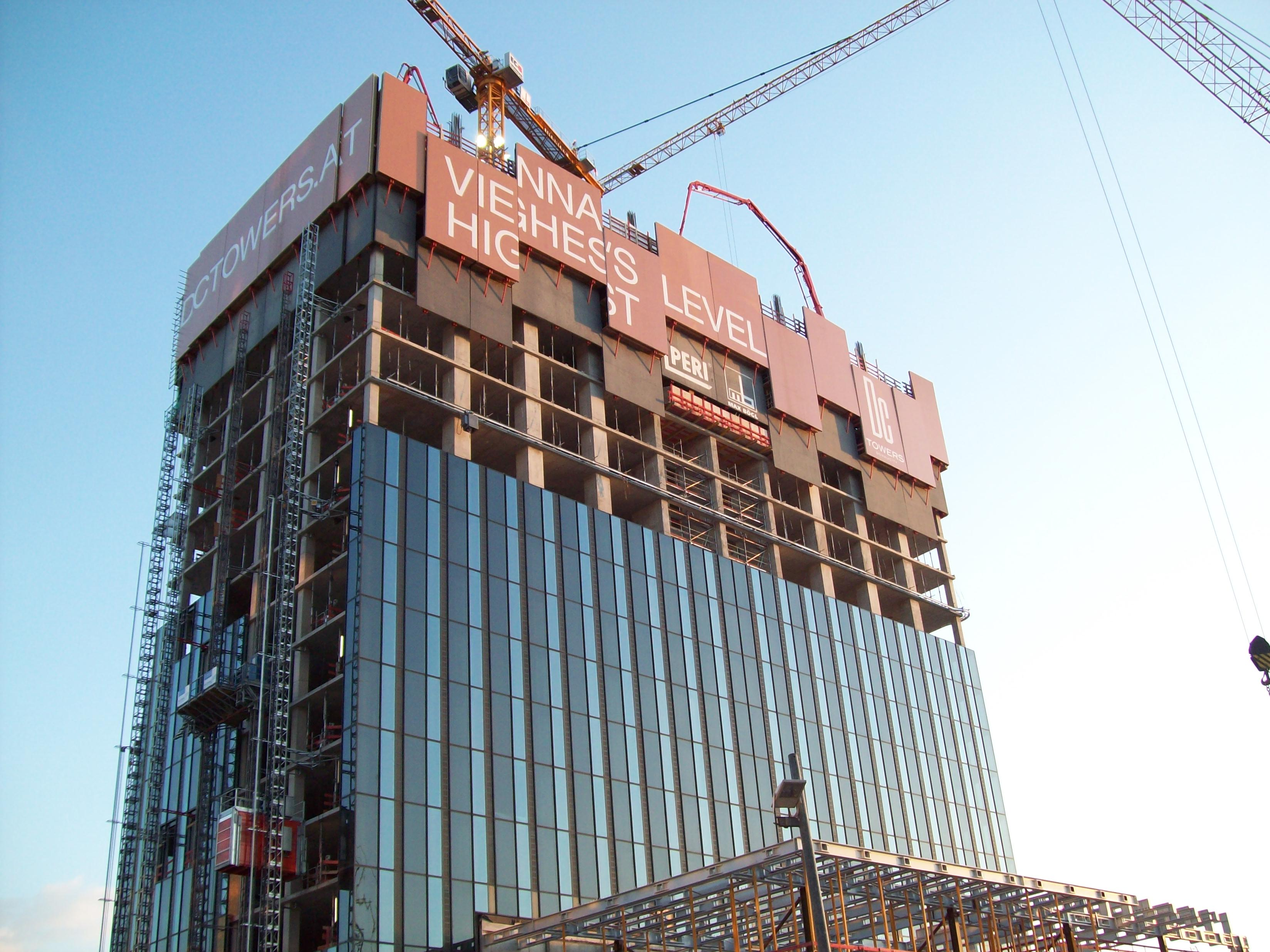
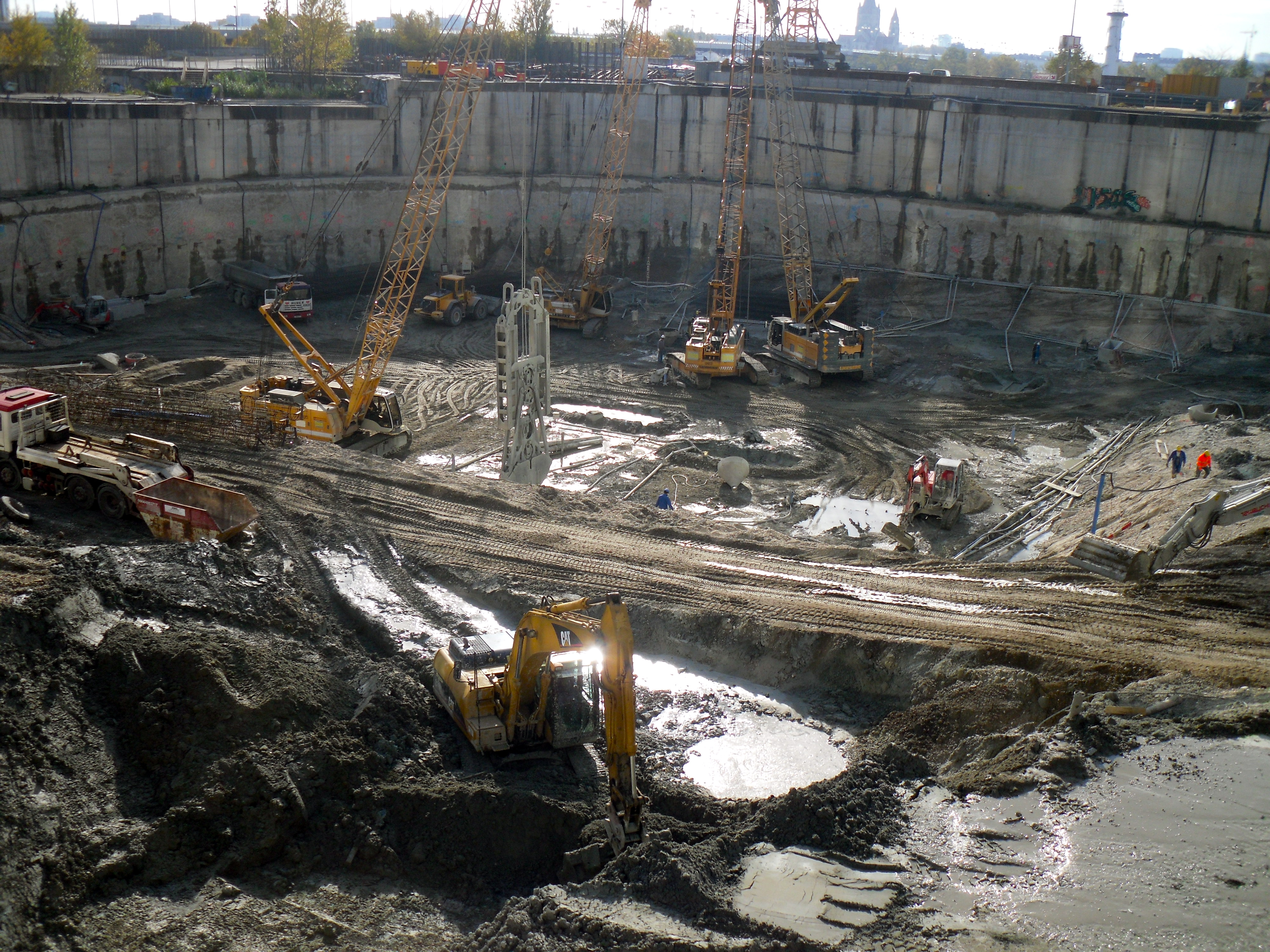
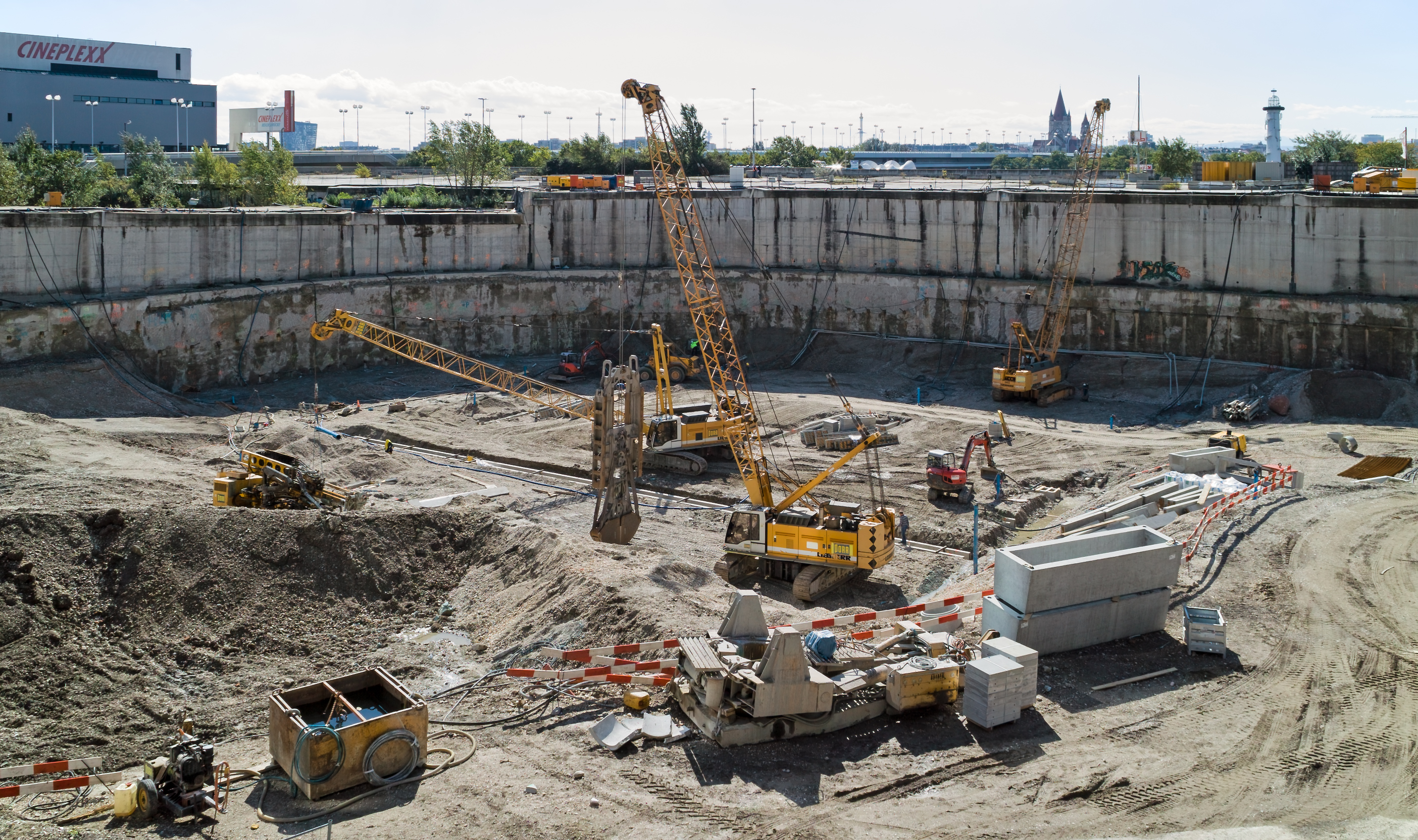
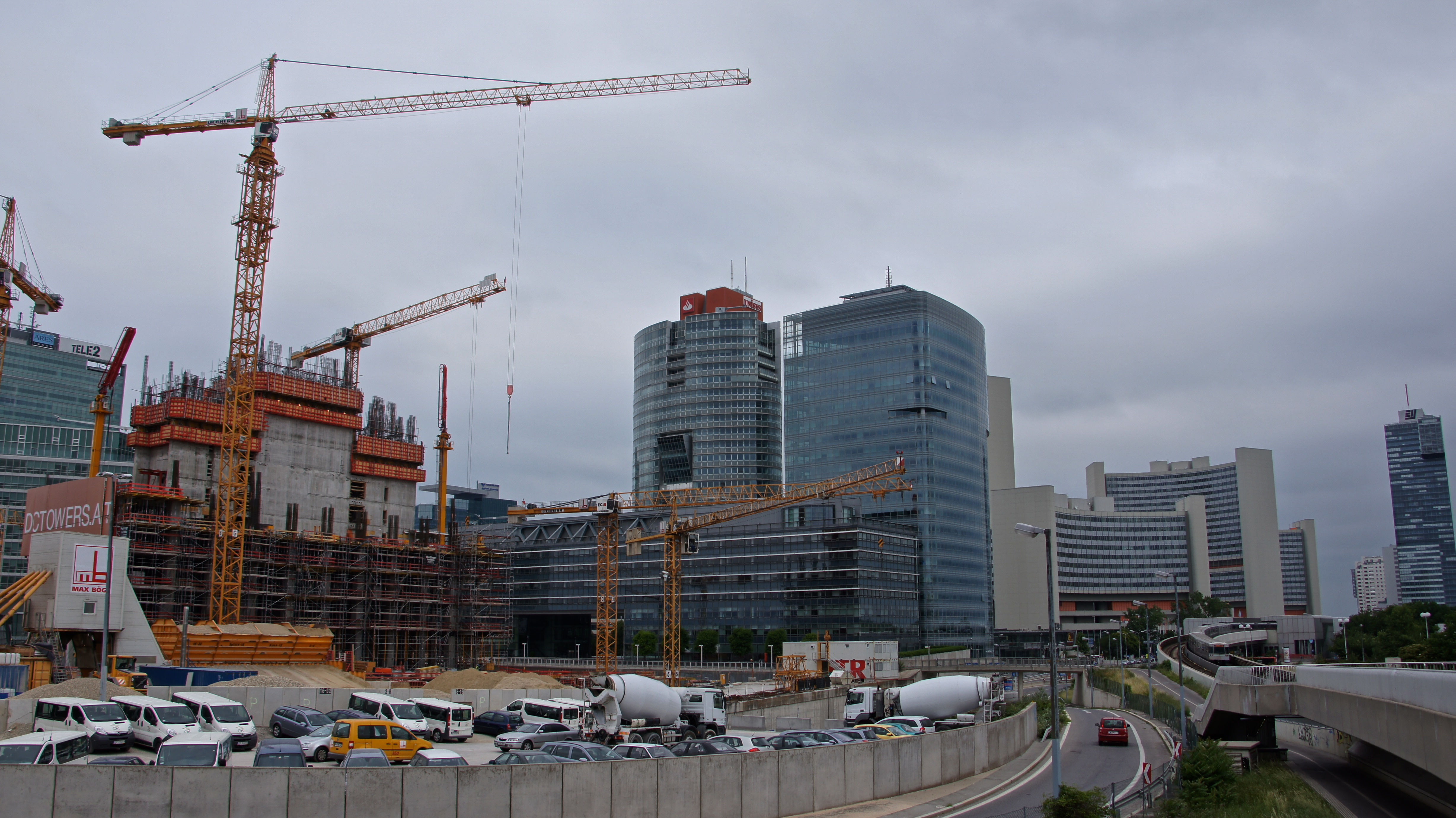
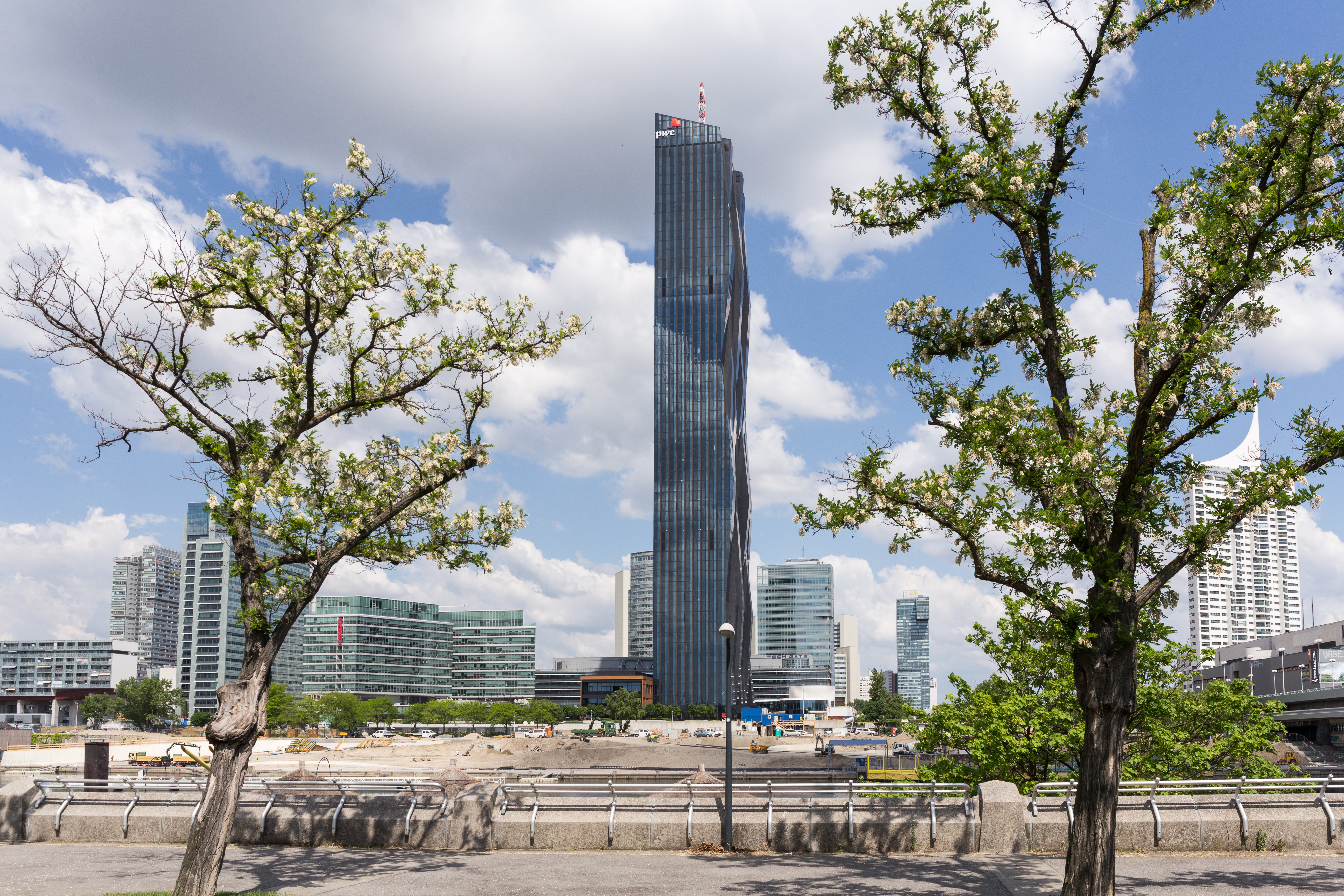
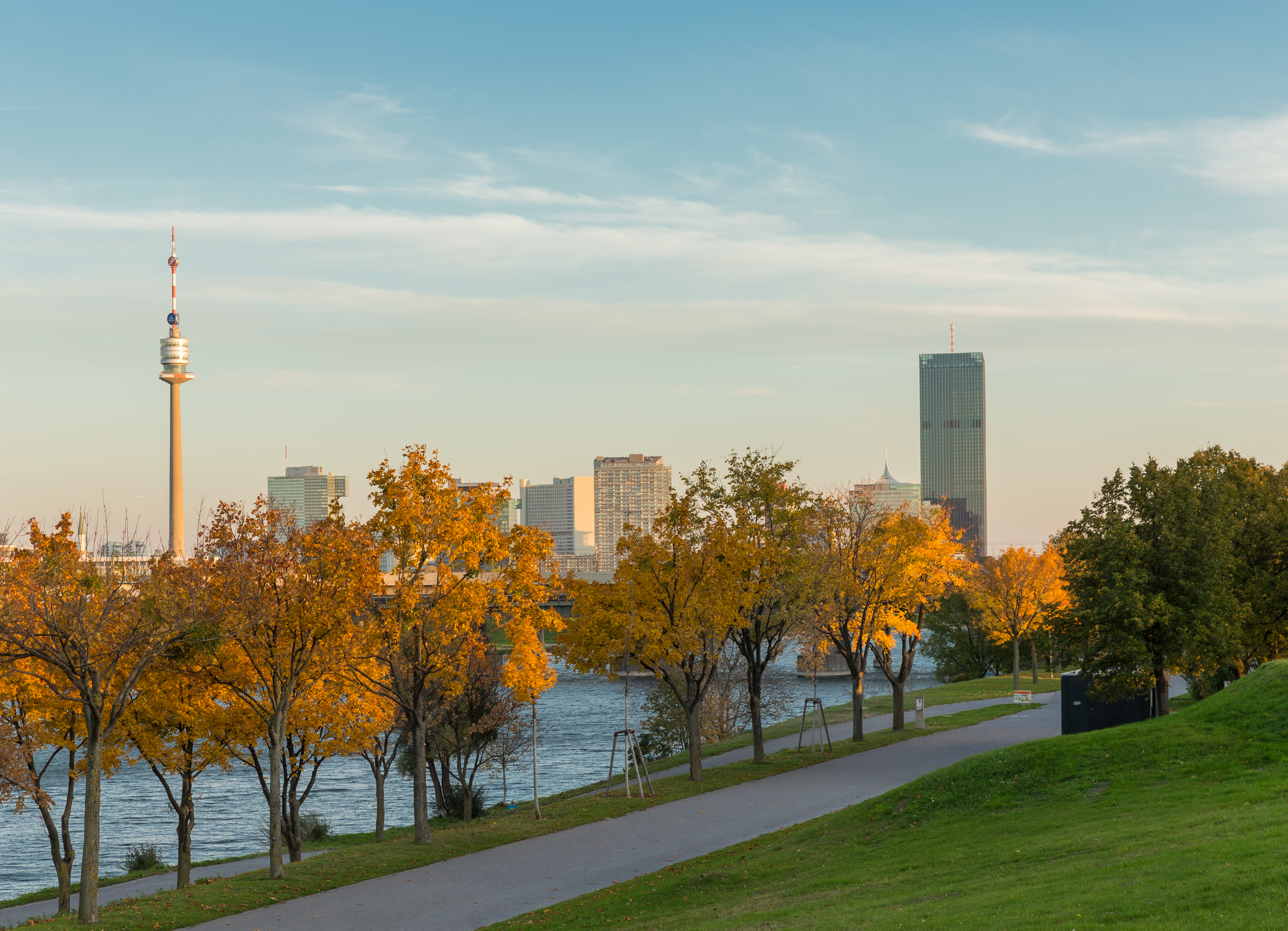
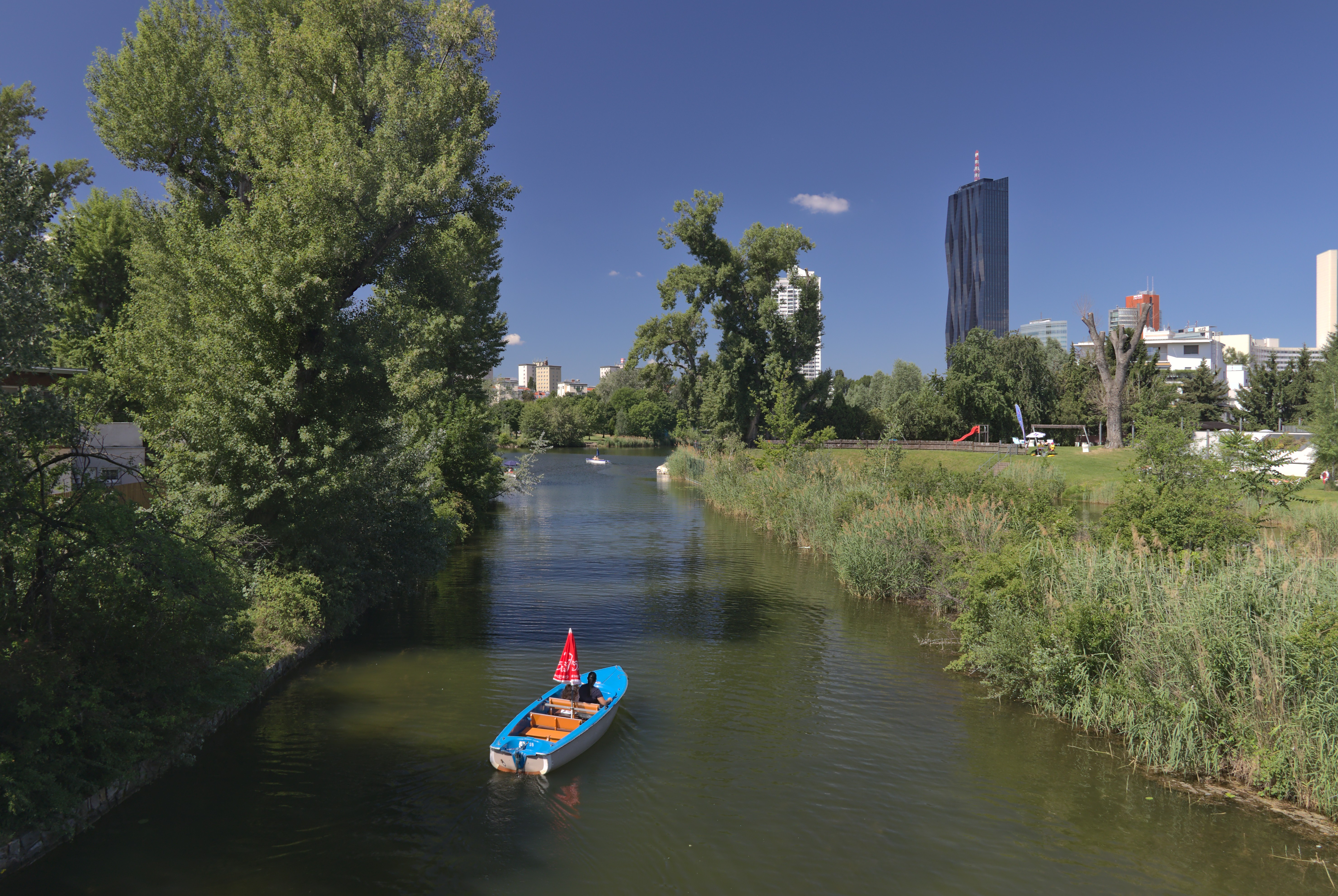
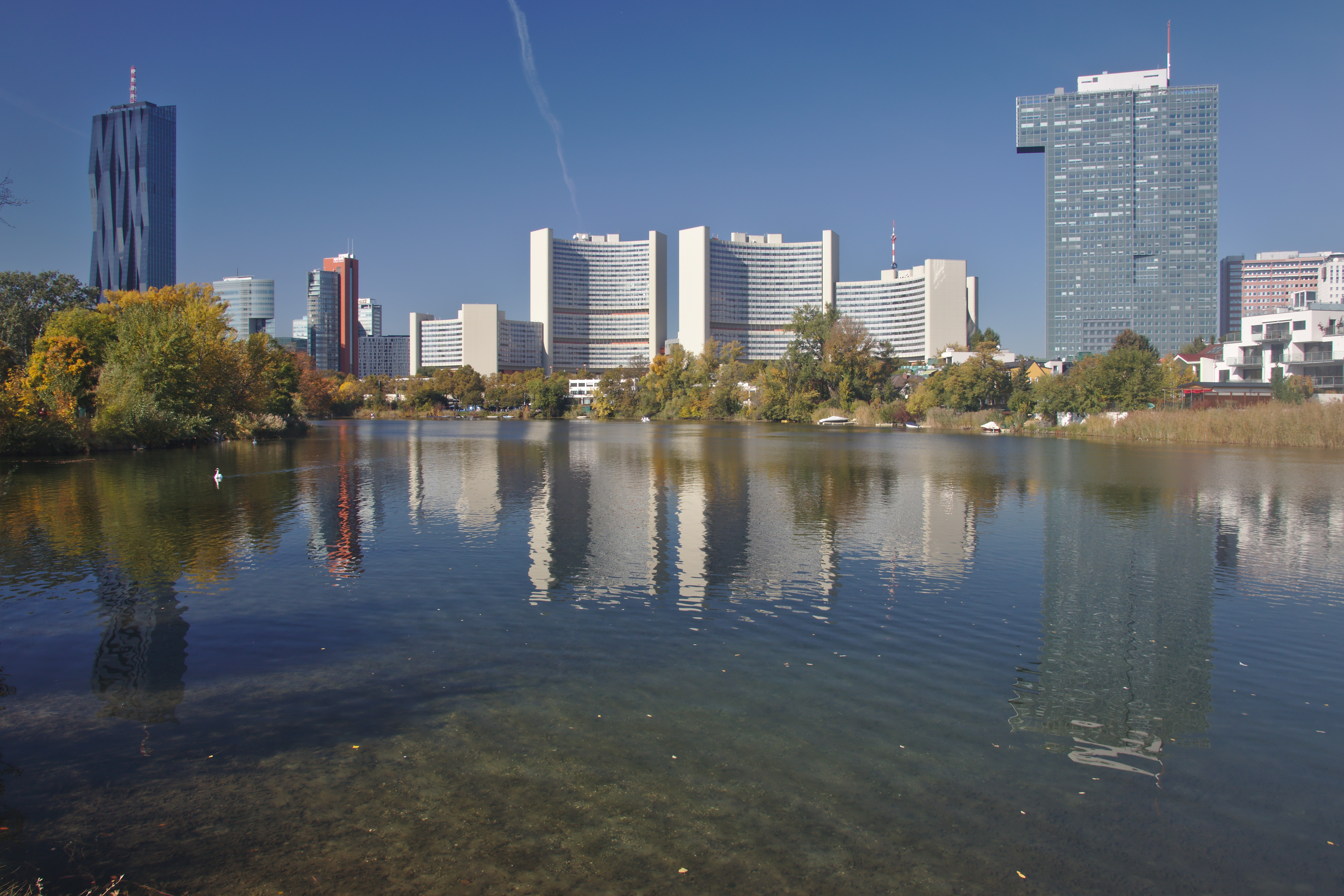

## روابط خارجية
- الموقع الرسمي

قالب:EUSkyscrapers